# العلاقات الساموية النيوزيلندية
العلاقات الساموية النيوزيلندية هي العلاقات الثنائية التي تجمع بين ساموا ونيوزيلندا.

## مقارنة بين البلدين
هذه مقارنة عامة ومرجعية للدولتين:
| وجه المقارنة                                              | ساموا                        | نيوزيلندا                                              |
| --------------------------------------------------------- | ---------------------------- | ------------------------------------------------------ |
| المساحة (كم2)                                             | 2.84 ألف                     | 268.02 ألف                                             |
| عدد السكان (نسمة)                                         | 196.44 ألف                   | 4.24 مليون                                             |
| الكثافة السكانية (ن./كم²)                                 | 69.17                        | 15.82                                                  |
| العاصمة                                                   | أبيا                         | ويلينغتون، أوكلاند                                     |
| اللغة الرسمية                                             | لغة إنجليزية، اللغة الساموية | لغة إنجليزية، اللغة الماورية، لغة الإشارة النيوزيلندية |
| العملة                                                    | تالا ساموي                   | دولار نيوزيلندي، الجنيه النيوزيلندي                    |
| الناتج المحلي الإجمالي (بليون دولار)                      | 856.63 مليون                 | 205.85 مليار                                           |
| الناتج المحلي الإجمالي (تعادل القوة الشرائية) بليون دولار | 1.15 مليار                   |                                                        |
| الناتج المحلي الإجمالي الاسمي للفرد دولار أمريكي          | 3.94 ألف                     |                                                        |
| الناتج المحلي الإجمالي للفرد دولار أمريكي                 | 5.79 ألف                     |                                                        |
| مؤشر التنمية البشرية                                      | 0.702                        | 0.914                                                  |
| رمز المكالمات الدولي                                      | +685                         | +64                                                    |
| رمز الإنترنت                                              | .ws                          | .nz                                                    |
| المنطقة الزمنية                                           | ت ع م+13:00                  | ت ع م+13:00، ت ع م+12:00                               |

## مدن متوأمة
في ما يلي قائمة باتفاقيات التوأمة بين مدن ساموية ونيوزيلندية:
- ترتبط ساموا مع أوكلاند باتفاقية توأمة.

## منظمات دولية مشتركة
يشترك البلدان في عضوية مجموعة من المنظمات الدولية، منها:
| علم المنظمة | اسم المنظمة                               | تاريخ انضمام ساموا | تاريخ انضمام نيوزيلندا |
| ----------- | ----------------------------------------- | ------------------ | ---------------------- |
|             | بنك التنمية الآسيوي                       | 1966               | 1966                   |
|             | مؤسسة التنمية الدولية                     | 28 يونيو 1974      | 1 أكتوبر 1974          |
|             | يونسكو                                    | 3 أبريل 1981       | 4 نوفمبر 1946          |
|             | وكالة ضمان الاستثمار متعدد الأطراف        | 27 سبتمبر 2002     | 22 أبريل 2008          |
|             | الأمم المتحدة                             | 15 ديسمبر 1976     | 24 أكتوبر 1945         |
|             | دول الكومنولث                             | ?                  | ?                      |
|             | الاتحاد البريدي العالمي                   | ?                  | ?                      |
|             | البنك الدولي للإنشاء والتعمير             | 28 يونيو 1974      | 31 أغسطس 1961          |
|             | الاتحاد الدولي للاتصالات                  | 7 أكتوبر 1988      | 3 يونيو 1878           |
|             | منظمة حظر الأسلحة الكيميائية              | ?                  | ?                      |
|             | مؤسسة التمويل الدولية                     | 28 يونيو 1974      | 31 أغسطس 1961          |
|             | المركز الدولي لتسوية المنازعات الاستشارية | 25 مايو 1978       | 2 مايو 1980            |
|             | منظمة التجارة العالمية                    | ?                  | ?                      |
|             | منظمة الشرطة الجنائية الدولية             | ?                  | ?                      |

## وصلات خارجية
- موقع وزارة الخارجية النيوزيلندية